# مسجد لالة عودة
مَسْجِدُ لَلَّا عودَة هو مسجد تاريخي يقع في مدينة مكناس بالمغرب. كان في الأصل مسجد القصبة المرينية في المدينة، الذي بني في عام 1276، ولكن تم إعادة تشكيله لاحقًا في المسجد الملكي للسلطان العلوي إسماعيل بن الشريف في القصر الإمبراطوري في أواخر القرن السابع عشر. 

## تاريخ

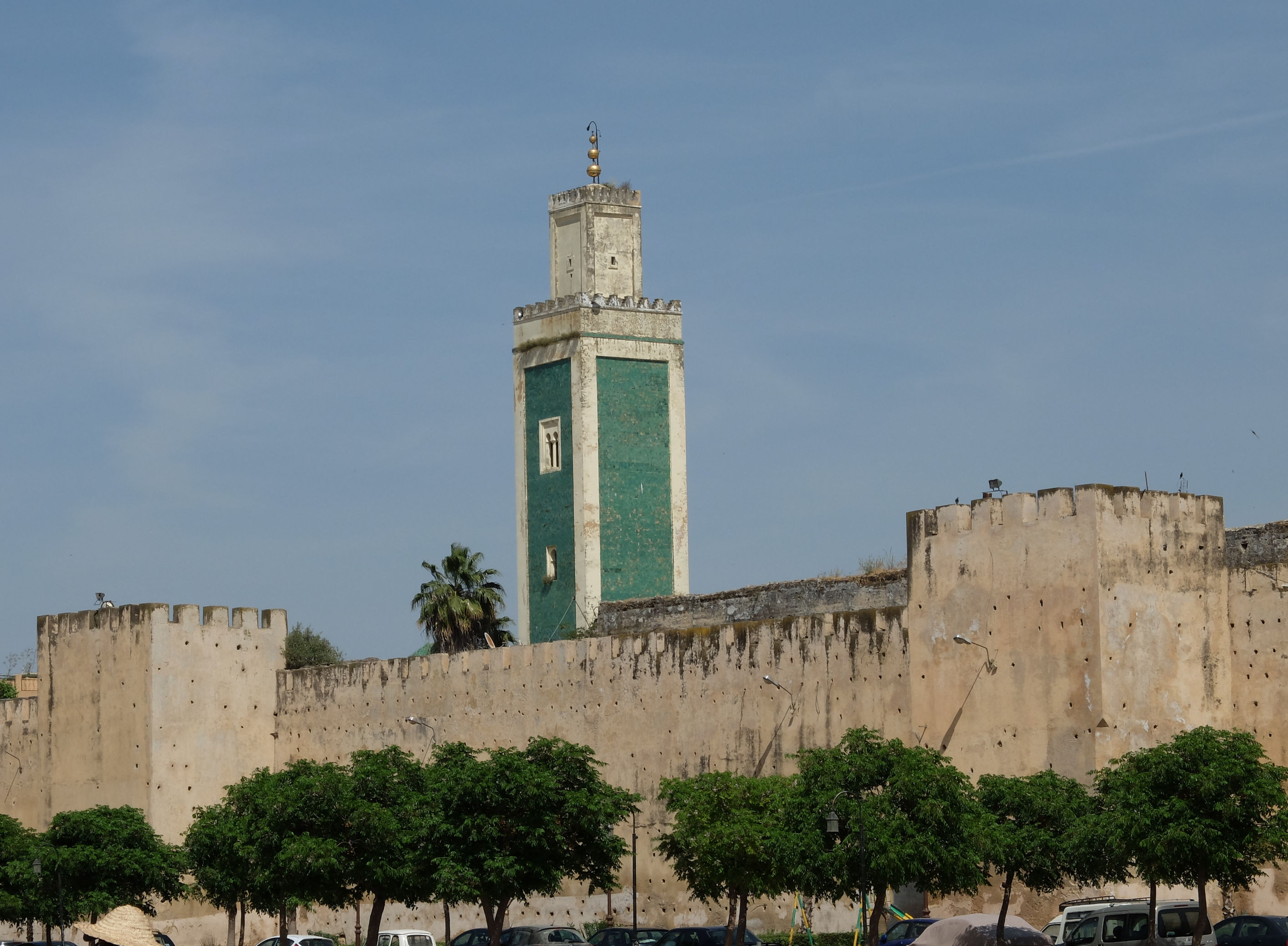
تظهر مئذنة المسجد خلف أسوار القصر الملكي السابق.

تم إنشاء المسجد في الأصل عام 1276م على يد السلطان المريني أبي يوسف يعقوب بن عبد الحق باعتباره المسجد الرئيسي للقصبة التي بناها السلطان في العام نفسه. كان يُعرف في الأصل باسم جامع القصبة، في حين أن اسمه الحالي (مسجد للا عودة) يعود إلى العصر السعدي أو العلوي (القرن السادس عشر أو ما بعده). يشير اسم «للا عودة» إلى مسعودة الوزكيتية، وهي أم السلطان السعدي أحمد المنصور.
تم إخفاء بقايا كل من القصبة المرينية الأصلية والمسجد المريني الأصلي بشكل كبير بسبب مشاريع البناء الضخمة التي قام بها السلطان العلوي إسماعيل بن الشريف في أواخر القرن السابع عشر. قام بتوسيع مسجد للا عودة بين سنتي 1672 و1678. كانت ساحة للا عودة في الأصل مخصّصة للاستعراضات العسكرية والاحتفالات الأخرى التي حضرها السلطان ومسؤولوه، وكانت محظورة على عموم الناس.
اليوم قصر الدار الكبيرة بشكل عام في حالة خراب، في حين أن ساحة للا عودة هي ساحة عامة. استمر المسجد في الخضوع لبعض أعمال التشييد حتى في القرن العشرين.